# 張一鵠
张一鹄，字友鸿，号忍斋，江南娄县（今屬上海市）人，清朝政治人物。

## 生平
順治十五年（1658年）戊戌科進士，官至雲南府推官。工詩，有《滇黔诗》、《野庐集》。